# Thomas Reiner (Trompeter)
Thomas Reiner (* 1969 in Ludwigsburg) ist ein deutscher Trompeter, Dirigent und Hochschullehrer.

## Leben
Reiner studierte an Musikhochschulen in Weimar, Leipzig und Würzburg, unter anderem bei Helmut Erb und Uwe Komischke. Er ist Dozent an verschiedenen Instituten u. a. an der PH in Schwäbisch Gmünd.
Reiner spielt als Solist weltweit in Ensembles. Sein Trompetenensemble für acht Trompeten, Pauke und Orgel setzt sich zusammen aus den Trompetern Katharina Bertsch-Weber, Tamir Akta, Joachim Hilse, Karl Nemecek, Adam Rapa, Margit Csökmei, Tomislav Spoljar und Jürgen Benkö an der Orgel. Er spielt außerdem im Duo mit dem Organisten Frank Oidtmann, mit dem er 2002 ein Album veröffentlichte. Reiner leitet das Orchester des Musikvereins Pflugfelden in Ludwigsburg, mit um die 30 Musikerinnen und Musikern.
2011 wurde er von der International Trumpet Guild als einziger deutscher Trompeter zur Konferenz nach Minneapolis eingeladen und 2013 spielte er zwei Konzerte im Rahmen des internationalen VG Brass Festival in Zagreb.

## Trompeten
Reiner spielt ausschließlich Schilke -Trompeten, insbesondere die
- S32HD – Bb Trompete
- S22CHD – C Trompete
- E3L – Eb/D Trompete
- G1L-4 – G/F/E  Trompete
- P7-4MA – Bb/A und C5-4 P Piccolotrompeten.[8]

## Stil und Rezeption
Reiner hat sich, inspiriert durch den Trompeter Maurice André, auf Werke der Barockmusik fokussiert. Er ist bekannt für „sein mit Leichtigkeit gestaltetes Spiel im hohen Register“ der Piccolotrompete, zu hören in seinen Aufführungen von Bachs 2. Brandenburgischen Konzert. Er transkribiert und interpretiert auch Oboenkonzerte, z. B. von Albinoni, Händel oder Telemann, und zeigt dabei „seine raffinierte und wohlüberlegte Verzierungskunst, sein Klangverständnis“, wie auch eine ausdrucksvolle Phrasierung und natürliche Artikulation.

## Veröffentlichungen

### Diskografie
- 2024: Thomas Reiner & Interpreti Veneziani – Italian Baroque Trumpet Concertos, Naxos.[11]
- 2022: Thomas Reiner & Interpreti Veneziani – German Baroque Trumpet Concertos, Naxos.[12]
- 2015: Miroslav Kejmar (Trompete), Thomas Reiner (Trompete), Capella Istropolitana, Südwestdeutsches Kammerorchester Pforzheim, Peter Škvor, Sebastian Tewinkel – Klassik ohne Krise: Festliche Trompete, Naxos.[13][14]
- 2007: Thomas Reiner & Südwestdeutsches Kammerorchester Pforzheim – Baroque Trumpet Concertos, Naxos.[14]
- 2002: Thomas Reiner & Frank Oidtmann – Concerto Fantastico, Animato.[15]
- 2001: ARTA Trompetenensemble – Fireworks.[16][17]

### Buchbeiträge
- 2011: "Auf die Zehenspitzen kann man sich schon stellen", in: clarino.extra Band 6: Thema Trompete!, Fachliches, Praktisches und Unterhaltsames, DVO Verlag, ISBN 978-3-927781-54-2.